# Barza Reka
Barza Reka (Bulgaars: Бърза река) is een dorp in Bulgarije. Zij is gelegen in de gemeente Tsjernootsjene in de oblast Kardzjali. Het dorp ligt 9 km ten noorden van Kardzjali en 200 km ten zuidoosten van de hoofdstad Sofia.

## Bevolking
In de eerste volkstelling van 1934 registreerde het dorp 159 inwoners. Dit aantal groeide tot een officiële hoogtepunt van 192 inwoners in 1965. Het inwonersaantal is vergeleken met dat moment afgenomen. Op 31 december 2019 telde het dorp 54 inwoners.
Alle 50 inwoners reageerden op de optionele volkstelling van 2011. 49 personen identificeerden zichzelf als Bulgaarse Turken (98%), gevolgd door een ondefinieerbare respondent (2%).
Van de 50 inwoners in februari 2011 werden geteld, waren er 7 jonger dan 15 jaar oud (14%), gevolgd door 30 personen tussen de 15-64 jaar oud (60%) en 13 personen van 65 jaar of ouder (26%).
Bakalite - Barza Reka - Bedrovo - Bezvodno - Beli Vir - Besnoerka - Bozjoertsi - Borovsko - Bosilitsa - Bostantsi - Daskalovo - Draganovo - Doesjka - Djadovsko - Jabaltsjeni - Javorovo - Jontsjovo - Gabrovo -  Kablesjkovo - Kanjak - Komoeniga - Kopitnik - Koetsovo - Ljaskovo - Minzoechar - Moerga - Nebeska - Notsjevo - Novi Pazar - Novoselisjte - Panitsjkovo - Patitsa - Ptsjelarovo - Petelovo - Prjaporets - Roesalina - Sokolite - Srednevo - Sredska - Strazjnitsa - Svobodinovo - Tsjerna Niva - Tsjernootsjene - Vazel - Versko - Vodatsk - Vojnovo - Vozjdovo - Zjeleznik - Zjenda - Zjitnitsa